# Соколовская, Нина Александровна
Нина Александровна Соколовская (Антонина Соколовская; 1867 — 28 сентября 1952) — русская и советская театральная актриса, Народная артистка РСФСР (4 ноября 1943)

## Биография
Нина Александровна Соколовская (в девичестве Кузнецова) (творческий псевдоним Антонина Соколовская) родилась в 1867 году в Нижнем Новгороде. По другим данным, родилась 23 мая 1865 года. Происходит из дворянской семьи, отец майор, служащий контрольной палаты г. Нижнего Новгорода, мать — Кузнецова Варвара Гаврииловна. Училась в Нижегородской Мариинской женской гимназии с 1878 по 1884 годы.
С 1883 года играла в российских провинциальных театрах, в том числе в Нижнем Новгороде, в 1914—1917 годах выступала в театрах Москвы. В 1917—1950 годах была актрисой Московского Художественного театра (с 1919 года МХАТ).
Умерла 28 сентября 1952 года. Похоронена в Москве на Новодевичьем кладбище (2 уч. 17 ряд).

## Награды и премии
- Орден Ленина (26 октября 1948)[3]
- Орден «Знак Почёта» (26 октября 1938) — в связи с 40-летием МХАТ СССР им. М. Горького[4]
- Заслуженная артистка Республики (1928)
- Народная артистка РСФСР (4 ноября 1943)

## Творчество

### Работы в театре
- «Дикарка» Островского и Соловьева — Варя
- «Ревизор» — Мария Антоновна, позже Анна Андреевна
- «Власть тьмы» — Анисья
- «Волки и овцы» — Мурзавецкая
- «Дни нашей жизни» Андреева — Евдокия Антоновна

#### Московский Художественный театр
- 1917 — «Синяя птица» М. Метерлинка — Бабушка
- 1920 — «На всякого мудреца довольно простоты» А. Н. Островского — Манефа
- 1924 — «Горе от ума» А. С. Грибоедова — графиня-бабушка Хрюмина
- 1925 — «Дядя Ваня» А. П. Чехова. Постановка К. С. Станиславского, Вл. И. Немировича-Данченко 1899 года — Марина
- 1927 — «Безумный день, или Женитьба Фигаро» П. Бомарше — Марселина
- 1930 — «Воскресение» по Л. Н. Толстому — Китаева
- 1931 — «Страх» А. Н. Афиногенова — Клара[5]
- 1933 — «Мёртвые души» по Н. В. Гоголю — Коробочка
- 1940 — «Три сестры» А. П. Чехова — Анфиса
- 1944 — «Последняя жертва» А. Н. Островского — Михеевна
- 1947 — «Дядя Ваня» А. П. Чехова. Постановка М. Н. Кедрова, И. Я. Судакова, Н. Н. Литовцевой — Марина

### Фильмография
1. 1917 — Месть падшей
2. 1918 — Без исхода — Людмила Васильевна, жена писателя Павла Петровича Тройнина
3. 1924 — Часовня святого Иоанна — Антоновна, вдова рыбака

## Интересные факты
- Платье, в котором Соколовская в конце 1930-х годов играла Марселину в «Женитьбе Фигаро» Бомарше, было представлено в музее МХТ[6].